# 小石藓
小石藓（学名：Weissia controversa）为丛藓科小石藓属下的一个种。

## 扩展阅读
- 維基物種上的相關：小石藓